# Алиев, Джангир Гасанали оглы
Алиев Джангир Гасанали оглы (5 мая 1931, Алвар, Амасийский район, Армянская ССР, ЗСФСР, СССР — 2010, Баку) — первый секретарь Амасийского районного комитета партии (1974—1981), главный редактор газеты «Совет Эрменистаны» (1981—1984), заместитель Председателя Президиума Верховного Совета Армении (1982—1985), член ЦК Коммунистической партии Армении (1976—1984), депутат Верховного Совета Армянской ССР (IX—X созывов).

## Жизнь и деятельность
Джангир (Джахангир) Алиев родился 5 мая 1931 года в селе Дюзкенд (ныне Алвар) Амасийского района бывшего Агбабинского района Армянской ССР. После окончания Азербайджанского педагогического института начал свою трудовую деятельность учителем в Дюзкендской школе. В 1952—1954 годах работал вторым, а затем первым секретарем райкома комсомола.
В 1956—1962 годах выдвинулся на должность редактора газеты «Колхозчу трибунасы», издававшейся в Амасийском районе, и был избран членом бюро райкома партии.
В 1962-64 годах, после учёбы в Бакинской высшей партийной школе и получения высшего политического образования, работал заместителем редактора межрегиональной газеты «Ширак», а затем заведующим отделом агитации Амасийского райкома партии.
В 1965 году он был назначен председателем исполкома Амасийского районного совета. Проработав на этой должности четыре года, он был повышен до должности ответственного за отдел пропаганды и агитации ЦК Коммунистической партии Армении.
В декабре 1974 года Джангир Алиев был избран первым секретарем Амасийского райкома партии. Почти за восемь лет работы на этой должности он проделал большую работу в направлении развития экономики, расширения культурно-строительных работ, строительства новых учебных заведений, улучшения медицинского обслуживания в этом труднодоступном горном районе, где более 85 процентов населения составляют азербайджанцы. Инициативность, организаторские способности и управленческие способности Дж. Алиева были высоко оценены населением и руководством республики. Избирался депутатом Верховного Совета Республики IX—X созывов (1975—1985), заместителем Председателя Президиума Верховного Совета Армении (1982-85), членом ЦК Коммунистической партии Армении.
В 1981 г. Дж. Алиев был назначен главным редактором газеты «Совет Эрменистаны», органа ЦК Коммунистической партии Армении, Президиума Верховного Совета и Совета Министров. Это единственная газета, издаваемая на азербайджанском языке в Армении на республиканском уровне, под редакцией г-на Дж. Алиева. Она стала более содержательной и читабельной, расширила свою читательскую аудиторию, вынося на повестку как профессионализм, так и важнейшие вопросы нашего национального бытия. В этой должности он проработал до декабря 1984 года.
Последние 25 лет жизни г-на Дж. Алиева связаны с его родным Азербайджаном, с очень ответственными, радостными и печальными днями истории нашего народа.
Дж. Алиев, переехавший в Баку в 1985 году, сначала работал в аппарате ЦК Коммунистической партии Азербайджана, в отделе печати, а с 1991 года работал в газете «Халг».

## Награды
- Медаль «Прогресс» — 21 июля 2005 г.[4]